# Maurice Perronnet
Pour les articles homonymes, voir Perronnet.
Maurice Perronnet, né le 19 octobre 1877 dans le 9e arrondissement de Paris et mort le 1er avril 1950 dans cette même ville, est un peintre, administrateur de théâtre et maître d'armes français.

## Biographie
Maurice Perronnet est le fils du compositeur de musique Joanni Perronnet et de Blanche Guérard, ainsi que le petit-fils de l'auteure dramatique et lyrique Amélie Perronnet.
En 1896, il participe aux Jeux olympiques d'Athènes dans une épreuve de fleuret pour maîtres d'armes et obtient la médaille d'argent après avoir perdu son assaut contre son unique rival, le Grec Leonídas Pýrgos. C'est la seule épreuve des Jeux où des « professionnels » sont autorisés à participer.
Il épouse en 1901 Mlle Léontine Hornbacher, dactylographe. Il est à l'époque employé de commerce. En 1908, il devient secrétaire général du théâtre Sarah-Bernhardt. Celle-ci, qui est sa marraine, a été élevée par sa grand-mère, Mme Guérard.
Principalement connu comme peintre, il a réalisé de nombreuses aquarelles représentant la côte bretonne, des affiches publicitaires pour le compte des compagnies de chemin de fer, ainsi que des portraits de Sarah Bernhardt. Il a exposé au Salon des artistes français entre 1910 et 1913. En 1917, la ville de Paris a acheté six de ses œuvres réalisées sur le front.